# Ontario Motor Speedway
Ontario Motor Speedway fue un autódromo situado en Ontario, estado de California, Estados Unidos, inaugurado en 1970.
El autódromo poseía dos trazados distintos: el trazado oval (similar al de Indianapolis Motor Speedway) que medía 4 kilómetros (2.5 millas) y un trazado mixto de 5,140 kilómetros (3.194 millas).
En el óvalo se disputó las 500 Millas de California, fecha valida por el Campeonato Nacional del USAC entre 1970 y 1978 y por la CART en 1979 y 1980. En ese mismo trazado, también la Copa NASCAR disputó una carrera de 500 millas en 1971 y 1972 y desde 1974 hasta 1980, la cual tuvo lugar en febrero y marzo en los primeros años respectivamente, y en noviembre como fecha final a partir de 1974.
Asimismo, Ontario albergó una fecha no puntuable de la Fórmula 1 y la Fórmula A (F5000) en 1971, llamada Gran Premio de Questor, y carreras de la National Hot Rod Association (NHRA) y del Campeonato IMSA GT.
El circuito fue comprado por la compañía Chevron en 1980 y un año después fue demolido, a favor del desarrollo de urbanizaciones, de un centro comercial, y de un estadio para eventos deportivos y conciertos, entre otros.

## Ganadores

### 500 Millas de California
| Año  | Piloto               | Chasis    | Motor       | Equipo                   |
| ---- | -------------------- | --------- | ----------- | ------------------------ |
| 1970 | Jim McElreath        | Coyote    | Ford        | Sheraton-Thompson Racing |
| 1971 | Joe Leonard          | PJ Colt   | Ford        | Vel's Parnelli Jones     |
| 1972 | Roger McCluskey      | McLaren   | Offenhauser | Linsey Hopkins Racing    |
| 1973 | Wally Dallenbach Sr. | Eagle     | Offenhauser | STP-Patrick Racing       |
| 1974 | Bobby Unser          | Eagle     | Offenhauser | All American Racers      |
| 1975 | A.J. Foyt            | Coyote    | Foyt        | Gilmore Racing           |
| 1976 | Bobby Unser          | Eagle     | Offenhauser | Bob Fletcher Racing      |
| 1977 | Al Unser             | Parnelli  | Cosworth    | Vel's Parnelli Jones     |
| 1978 | Al Unser             | Chaparral | Cosworth    | Chaparral Cars           |
| 1979 | Bobby Unser          | Penske    | Cosworth    | Penske Racing            |
| 1980 | Bobby Unser          | Penske    | Cosworth    | Penske Racing            |

### Copa NASCAR
| Año  | Piloto        | Equipo                | Marca         |
| ---- | ------------- | --------------------- | ------------- |
| 1971 | A.J. Foyt     | Wood Brothers Racing  | Mercury       |
| 1972 | A.J. Foyt     | Wood Brothers Racing  | Mercury       |
| 1973 | No se disputó | No se disputó         | No se disputó |
| 1974 | Bobby Allison | Penske Racing         | AMC           |
| 1975 | Buddy Baker   | Bud Moore Engineering | Ford          |
| 1976 | David Pearson | Wood Brothers Racing  | Mercury       |
| 1977 | Neil Bonnett  | Jim Stacy             | Dodge         |
| 1978 | Bobby Allison | Bud Moore Engineering | Ford          |
| 1979 | Benny Parsons | M.C. Anderson Racing  | Chevrolet     |
| 1980 | Benny Parsons | M.C. Anderson Racing  | Chevrolet     |

### Gran Premio de Questor
| Año  | Piloto         | Equipo           | Automóvil    |
| ---- | -------------- | ---------------- | ------------ |
| 1971 | Mario Andretti | Scuderia Ferrari | Ferrari 312B |

### Campeonato IMSA GT
| Año  | Piloto      | Equipo    | Automóvil               |
| ---- | ----------- | --------- | ----------------------- |
| 1974 | Peter Gregg | Brumos    | Porsche Carrera RSR 911 |
| 1976 | Jim Busby   | Jim Busby | Porsche Carrera         |